# Insurgence Records
Insurgence Records es un sello discográfico independiente de Toronto (Canadá), dedicado a promover bandas de hardcore, Oi!, ska y punk que son antifascistas, comunistas o anarquistas. También edita el recopilatorio “Class Pride World Wide” (Orgullo de Clase por todo el Mundo) donde participan bandas como Street Troopers (Canadá), Brigada Flores Magon (Francia), Opció k-95 (Cataluña), Fighting Chance (Estados Unidos), Garotos Podres (Brasil), Angelic Upstars (Inglaterra), Curasbun Oi! (Chile), entre otros
A los miembros de Insurgences Records se les asocia con el movimiento de grupos de skinheads antifascistas como RASH y SHARP. En sus 3 compilaciones aparecen las 3 flechas antifascistas, símbolo usado comúnmente por los miembros de RASH.

## Project Boneyard
En el año 2004 la discográfica estadounidense Panzerfaust Records, lanzó el Project Schoolyard, distribuyendo de manera gratuita los discos en las escuelas de clase media y alta de los Estados Unidos como una manera de publicitar la discográfica y sus bandas. Esta discográfica es conocida por promover bandas con contenido racista del movimiento neonazi estadounidense.
Como contraparte, Insurgence Records lanza el llamado Project Boneyard, que consiste en poder descargar de manera gratuita de su página central las canciones de determinadas bandas, su portada y su contraportada, para que cualquier persona pueda obtener un disco o crear más copias y distribuirlos de manera gratuita.